# Avaş
Avaş är en ort i Azerbajdzjan.   Den ligger i distriktet Jardymly, i den södra delen av landet, 230 kilometer sydväst om huvudstaden Baku. Avaş ligger 1 419 meter över havet och antalet invånare är 1 047.
Terrängen runt Avaş är kuperad. Närmaste större samhälle är Yardımlı, 12,6 kilometer öster om Avaş. 
Trakten runt Avaş består i huvudsak av gräsmarker. Runt Avaş är det ganska tätbefolkat, med 70 invånare per kvadratkilometer.